# 南海8300系電車
南海8300系電車（なんかい8300けいでんしゃ）は、2015年（平成27年）に登場した南海電気鉄道の一般車両（通勤形電車）の一系列である。
本項では、8300系をベースとして泉北高速鉄道が導入した9300系電車についても記述する。2025年（令和7年）に泉北高速鉄道が南海電気鉄道に吸収合併されたため、同年からは9300系も南海所属の車両となっている。
以下では、難波方先頭車の車両番号+F（Formation=編成の略）を編成名として表記する。

## 概要
老朽化が進む7000系・7100系の置き換え、ならびにインバウンド需要の増加に対応した情報案内サービスの充実を目的に、2015年（平成27年）より南海本線・空港線・和歌山港線で営業運転を開始した。また2019年（令和元年）からは、同じく老朽化していた6000系を置き換えるため、高野線への導入も開始された。
8000系（2代）をベースに車体や客室をリニューアルするとともに、機器類には省エネルギー効率やメンテナンス性をより一層高めたものを積極採用している。
これまで南海の車両は、旧帝國車輛工業以来取引を続けてきた総合車両製作所（旧：東急車輛製造）製が大半を占めていたが、本系列は1973年（昭和48年）の7100系2次車以来となる近畿車輛製の車両となった。

## 構造

### 車体
8000系を踏襲した20 m級4扉のステンレス車体であるが、前頭部を8000系のFRP製から衝撃吸収構造の普通鋼製に改めている。基本的な意匠も8000系に準じているが、正面の角を大きく丸めてスカートと一体感を持たせているほか、車体側面の雨樋を屋根上に移したため、すっきりした外観となっている。
前照灯には前方視認性を向上させるためLEDを採用、標識灯にも従来より照度の高いLEDを開口部いっぱいに使用し、遠方からの視認性を確保している。また運転台・車掌台の正面ガラスは、8000系までの一体型から分割型に変更し、破損時の交換作業を容易化している。
車体には南海標準のブルーとオレンジの帯を配しているが、本系列では破損しやすい扉部分（前面貫通扉、乗務員室扉、側引戸）と、デザイン上不要な正面の角の部分は帯が省略された。また、8000系では塗装仕上げとされていた帯は再びカラーフィルム製となり、退色対策としてブルーの帯は紺色に近い色調に変更されている。1次車の側面吹寄せ部には、外板の溶接線を隠し、かつステンレスの反射を抑えるため濃灰色のフィルムが貼り付けられたが、2次車以降では省略されている。
屋根上の空調装置は8000系と同様のセミ集中式であるが、車外スピーカーは故障対策として空調装置の外キセから独立して搭載している。東西方向に設置した2台を専用のキセに納め、これを空調装置の外キセの隣に1基ずつ装備する。

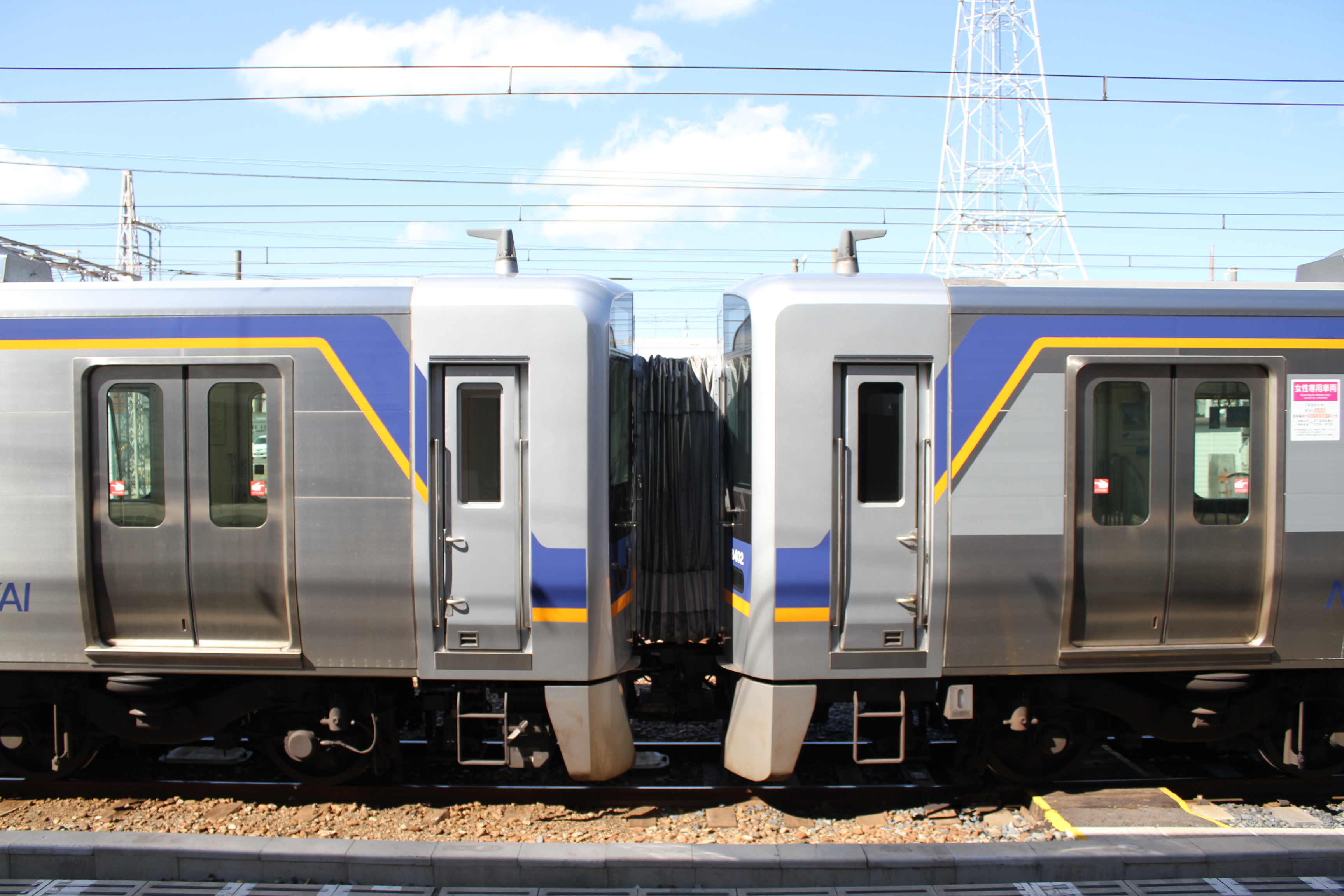
側面比較 （左：2次車 右：1次車）

### 客室
車内は8000系のイメージを引き継いだ、白色系のつや消しメラミン化粧板と、茶色系の床面・座席（優先座席は青色系）の組み合わせである。窓ガラスには南海の一般車両で初めて複層ガラスが採用された。
座席は質感の異なる2種類のクッション材を使用している。モケットは8000系より模様の大きいドット柄で、モケットに合わせて色調を変更した袖仕切りの内側とともに、明るく暖かみのあるデザインとしている。座席定員は扉間で7人掛けであるが、従来のバケットシートは廃止しスタンションポールのみによる区分となった。また、8000系では2人 - 3人 - 2人に区分されていたが、本系列では4人 - 3人に見直されている。
側引戸の内張りは8000系のステンレス無塗装から化粧板付きに戻され、戸先には識別用の黄色テープを施している。その足元も8000系の凹凸付き滑り止めをやめ、清掃面を考慮した平滑なゴムチップ入り防滑床材を使用している。ドアチャイム、開扉誘導鈴、扉開閉警告表示灯は引き続き装備されている。
天井は、整風板や照明器具のソケットを連続調としてデザイン性を高めている。照明にはレシップ製の直管型LED照明を採用し、8000系より数を増やして（1両あたり16本→24本）照度アップを図っている。
2016年に導入された2次車では、当時スーツケース等の大型手荷物の持ち込みによる混雑悪化が問題視されていたため、新たに「ラゲッジスペース」と称する多目的スペースが出入口付近に設けられた。これに伴い、扉間の座席定員は6人（一部4人）に削減され、併せて袖仕切りの形状も用途に合わせて変更された。ラゲッジスペースは以後、南海本線向けに製造された編成を中心に配置されている。
2019年（令和元年）に高野線へ導入された6次車では、モケットをグレー系の縞柄模様とした新型のバケットシートと藍色の吊手が採用されている。これは9000系のリニューアル企画「NANKAI マイトレイン」プロジェクトの人気投票で選ばれたデザインを一部取り入れたもので、以降の増備車の標準装備となった。また2022年（令和4年）竣工の8次車からは、袖仕切り・側引戸・床面を木目調にするとともに、他の化粧板も薄めの黄色系に置き換えた「NANKAI マイトレイン」仕様として登場し、「我が家のリビング」を思わせるくつろぎの空間へとアップデートが図られている。
2023年（令和5年）に竣工した9次車は、上記のラゲッジスペースと「NANKAI マイトレイン」仕様を組み合わせた新しい内装で登場した。こうした多様化するニーズに応える客室設計のあり方が評価され、本系列は泉北高速鉄道9300系とともに「2023年度グッドデザイン賞」を受賞した。
なお上記の仕様変更とは別に、2023年（令和5年）度には列車内のセキュリティ向上と犯罪抑制のため、出入口付近への防犯カメラ設置が行われ、年度内に全車への施工が完了している。

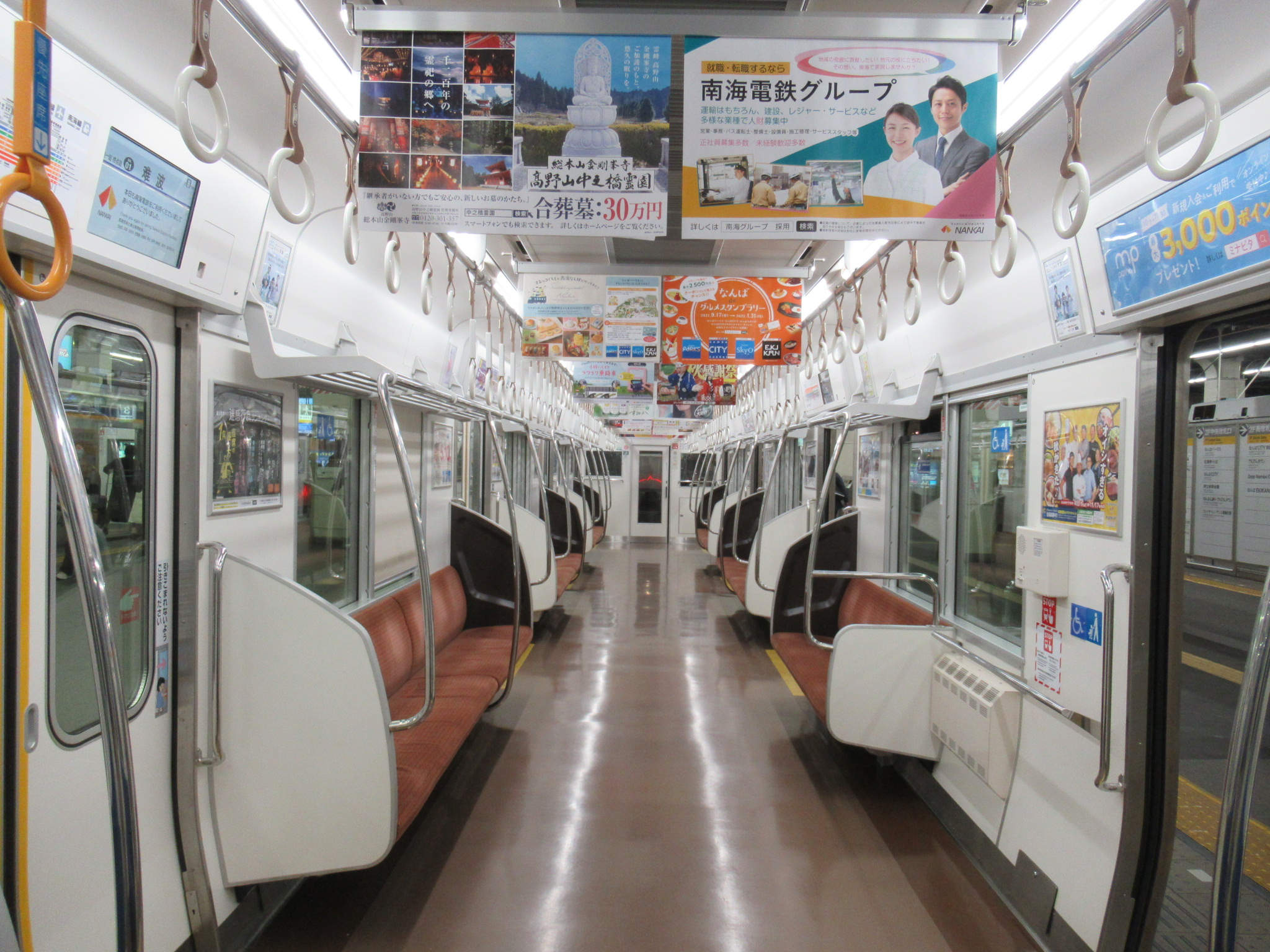
車内 （1次車）
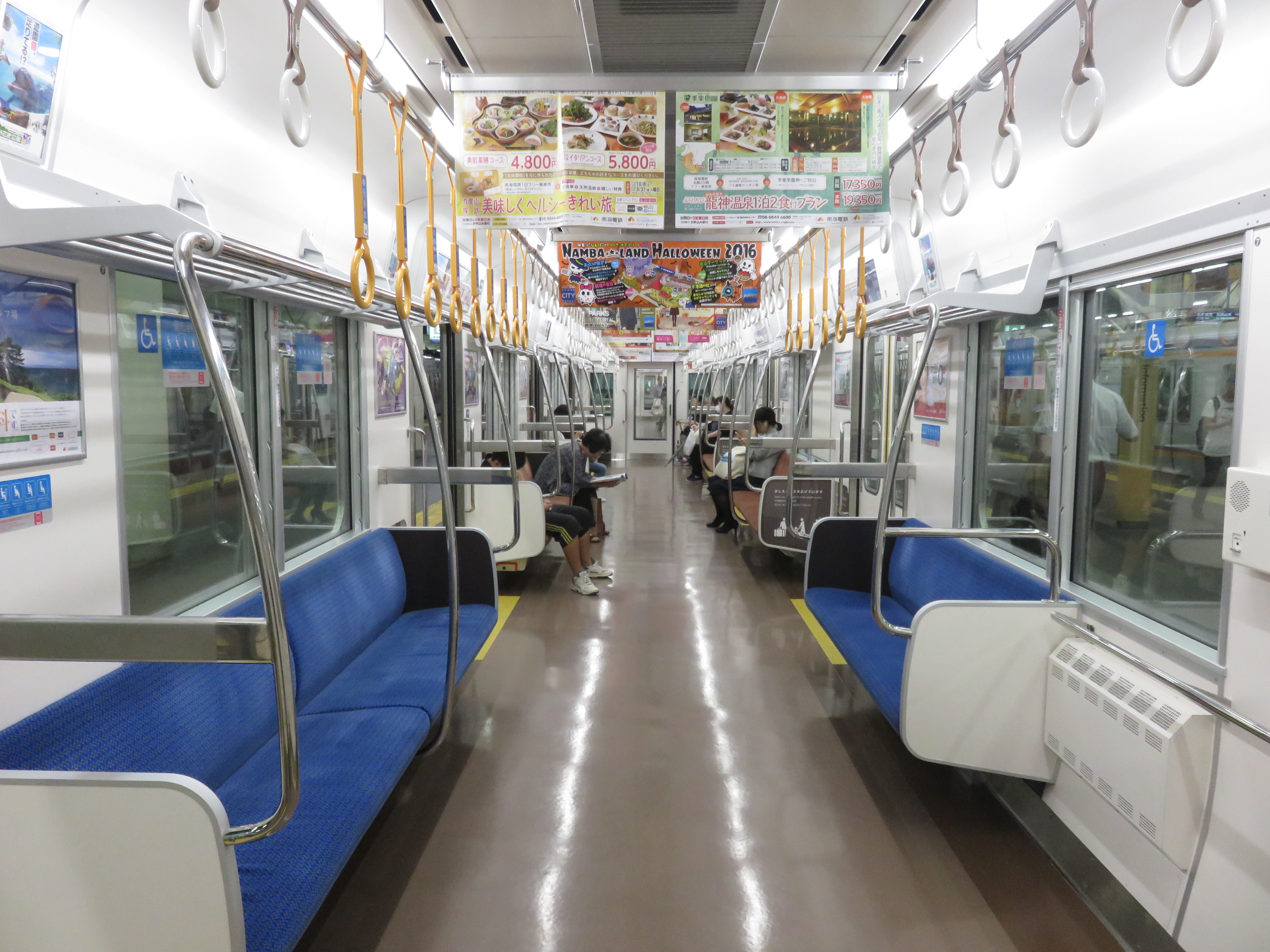
車内 （2 - 5次車）
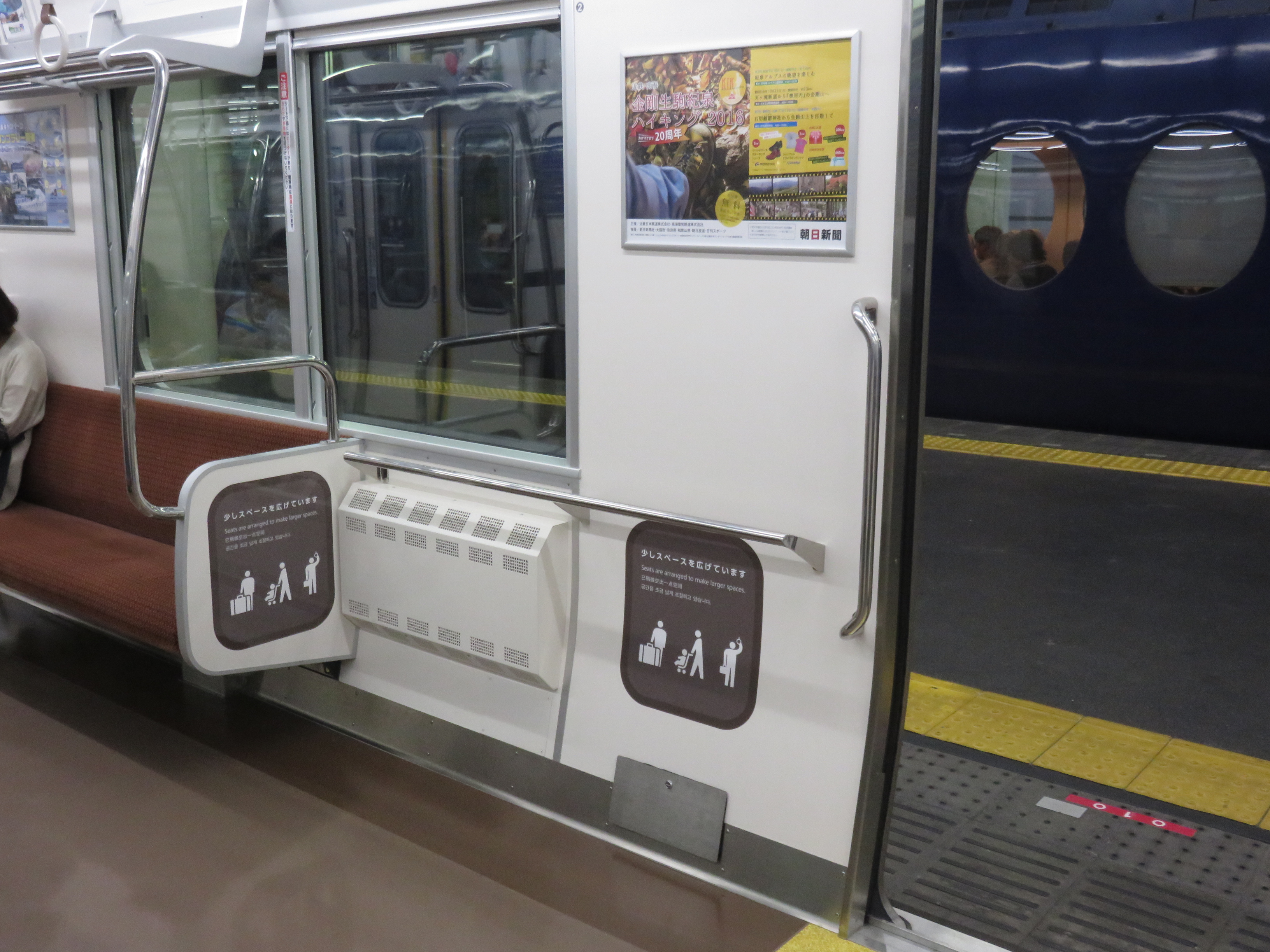
ラゲッジスペース
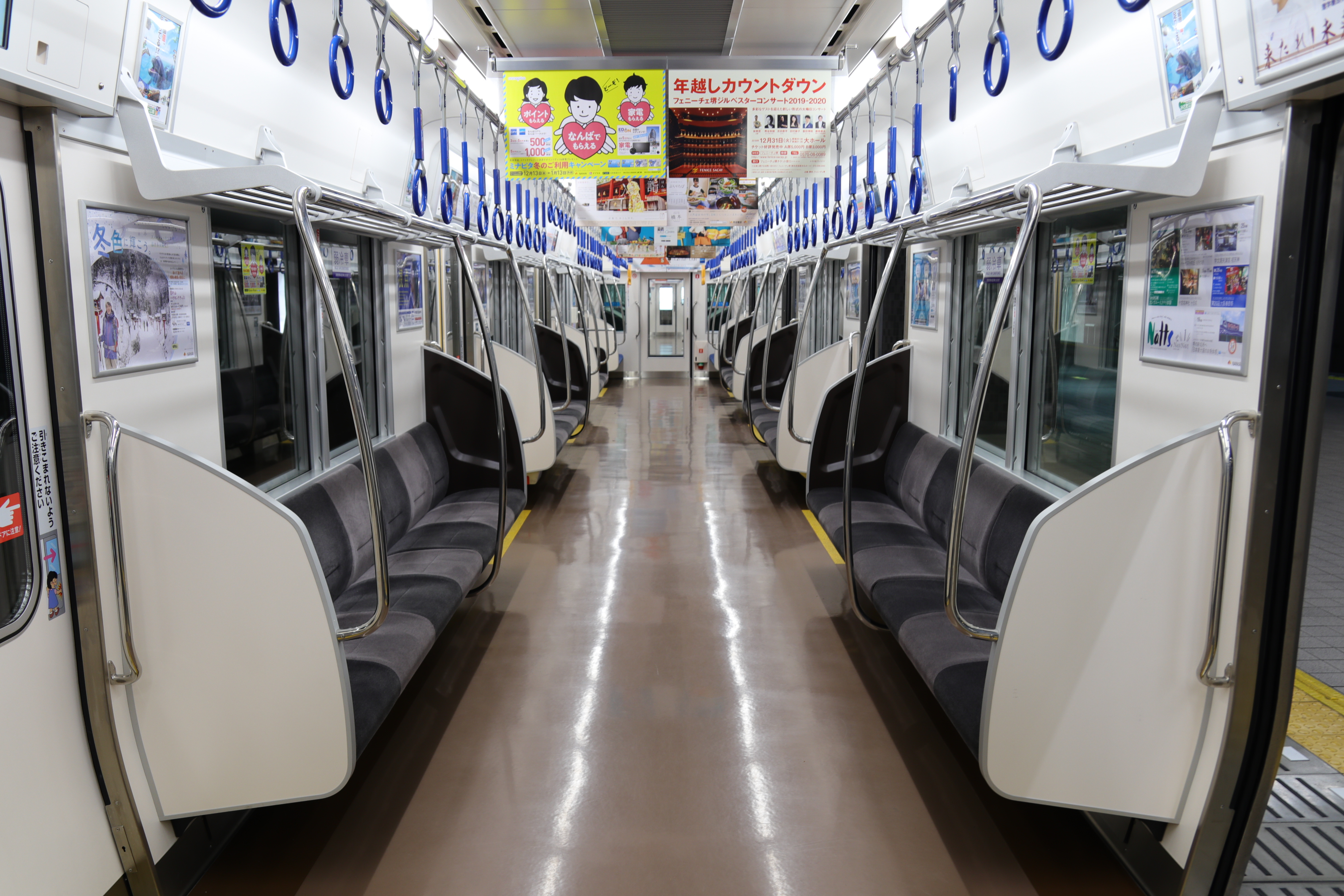
車内 （6 - 7次車）
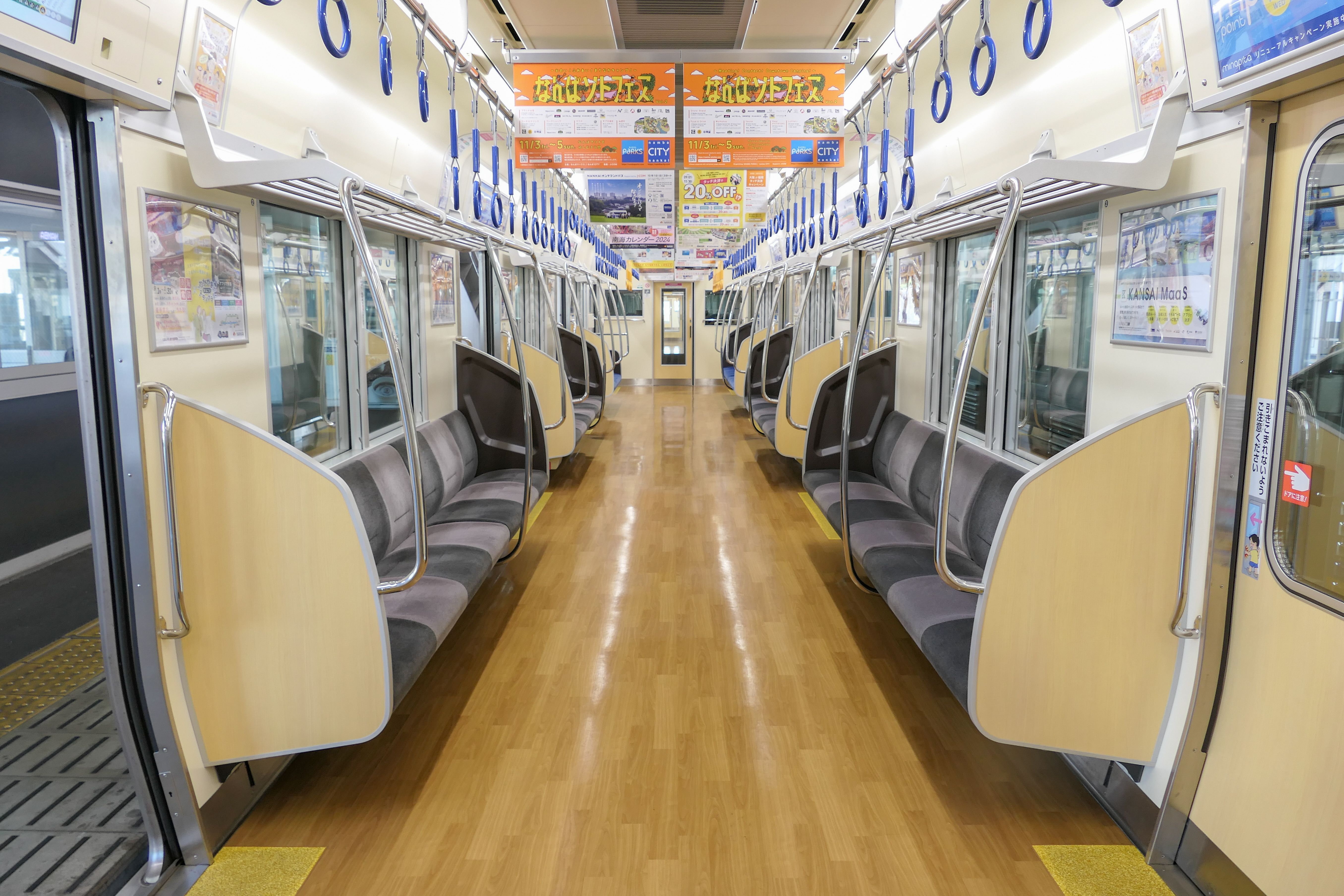
車内 （8次車）
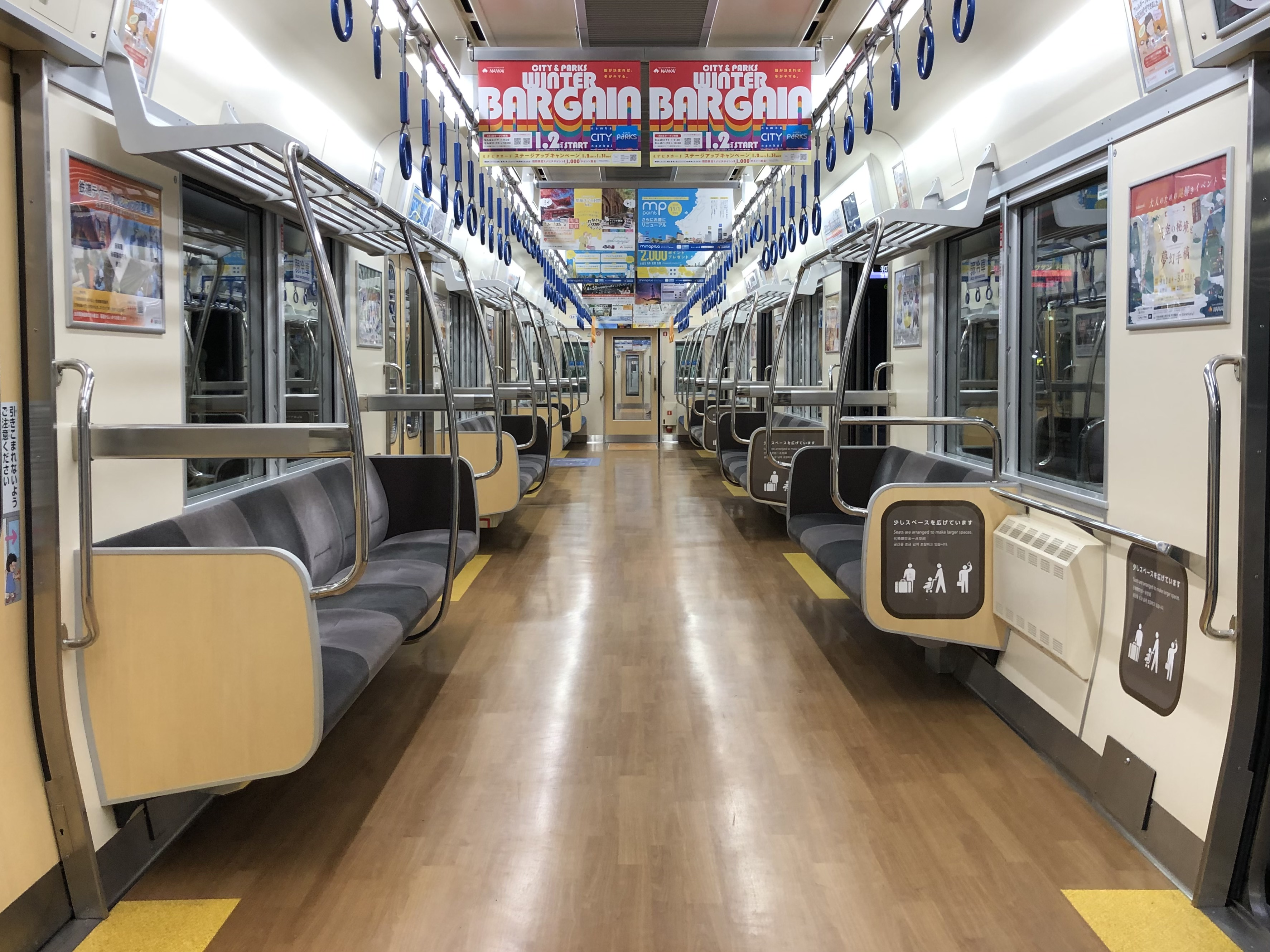
車内 （9次車 - ）
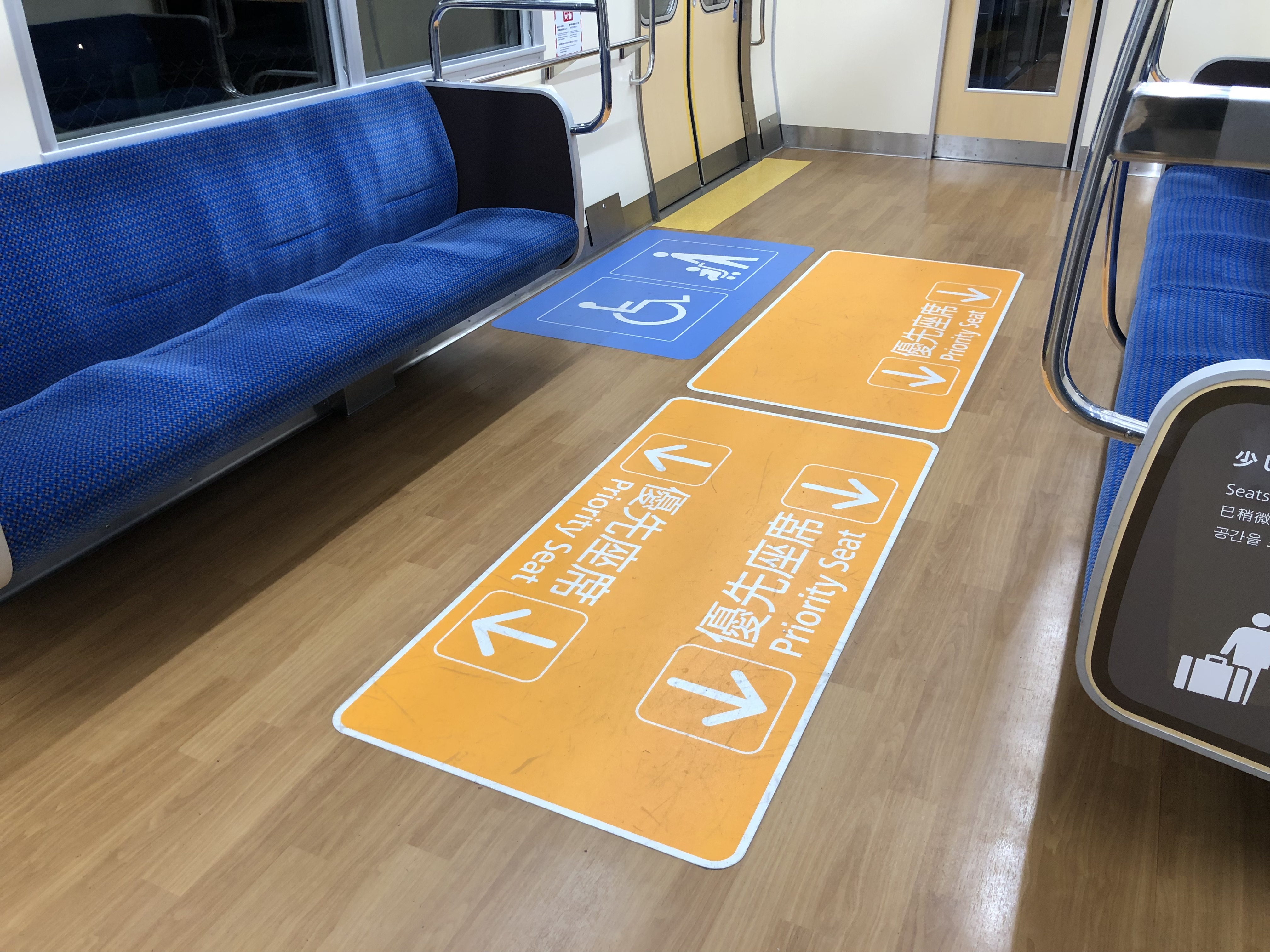
9次車から採用されたサイン表示

#### 自動放送装置・車内案内表示器
本系列ではインバウンド需要に対応するため、自動放送装置ならびにLCD式車内案内表示器が搭載された。いずれも4カ国語（日本語・英語・中国語・韓国語）による情報案内を行うものである。車内案内表示器には三菱電機の「トレインビジョン」を採用し、これを東西の側引戸上部に千鳥配置している。ソフトはアニメーション表示が可能な仕様で、表示内容は列車モニタ装置から取得した位置情報を元に決定される。また、非常ブレーキ使用時など異常時案内にも対応する。

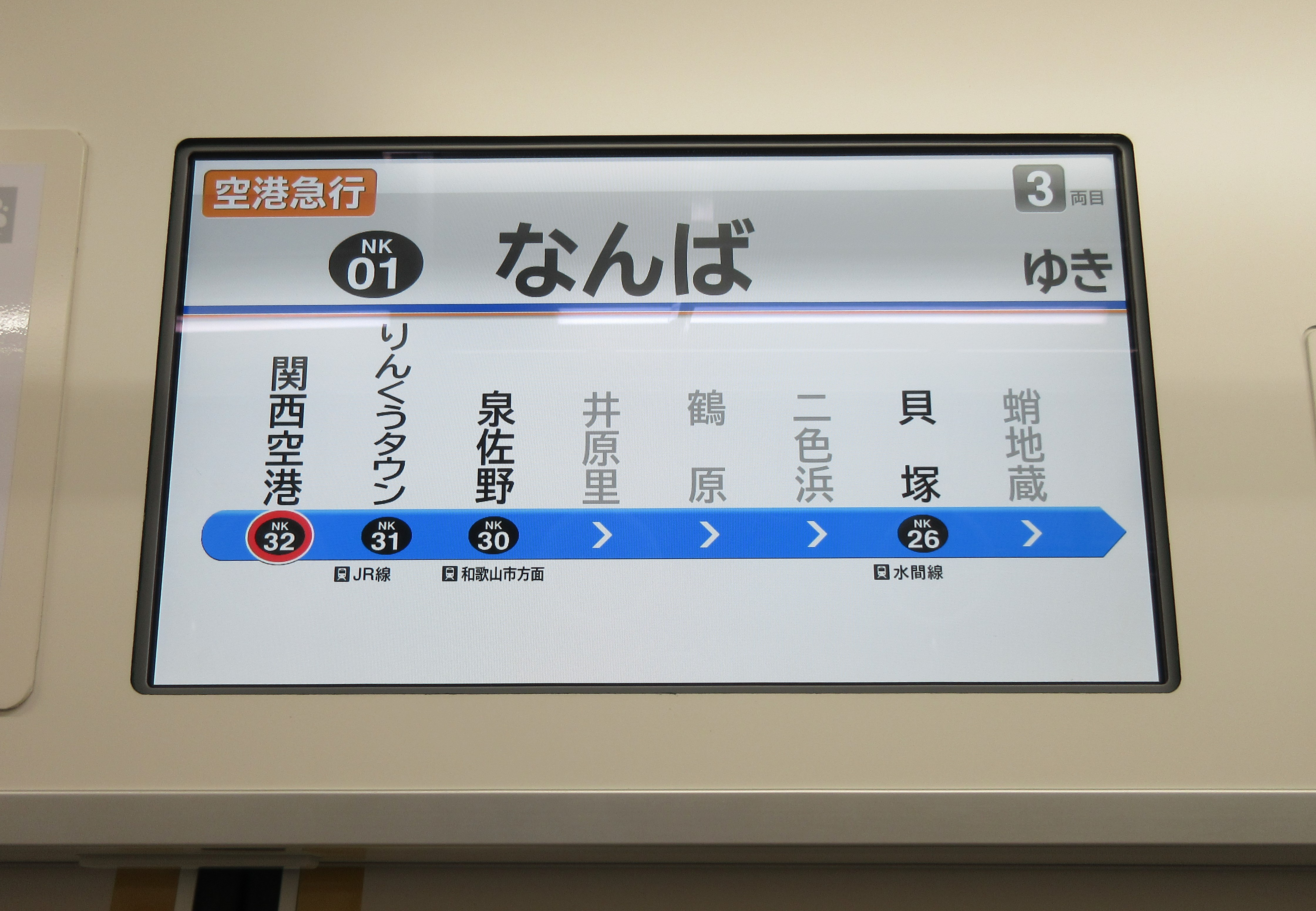
LCD式車内案内表示器（南海線）
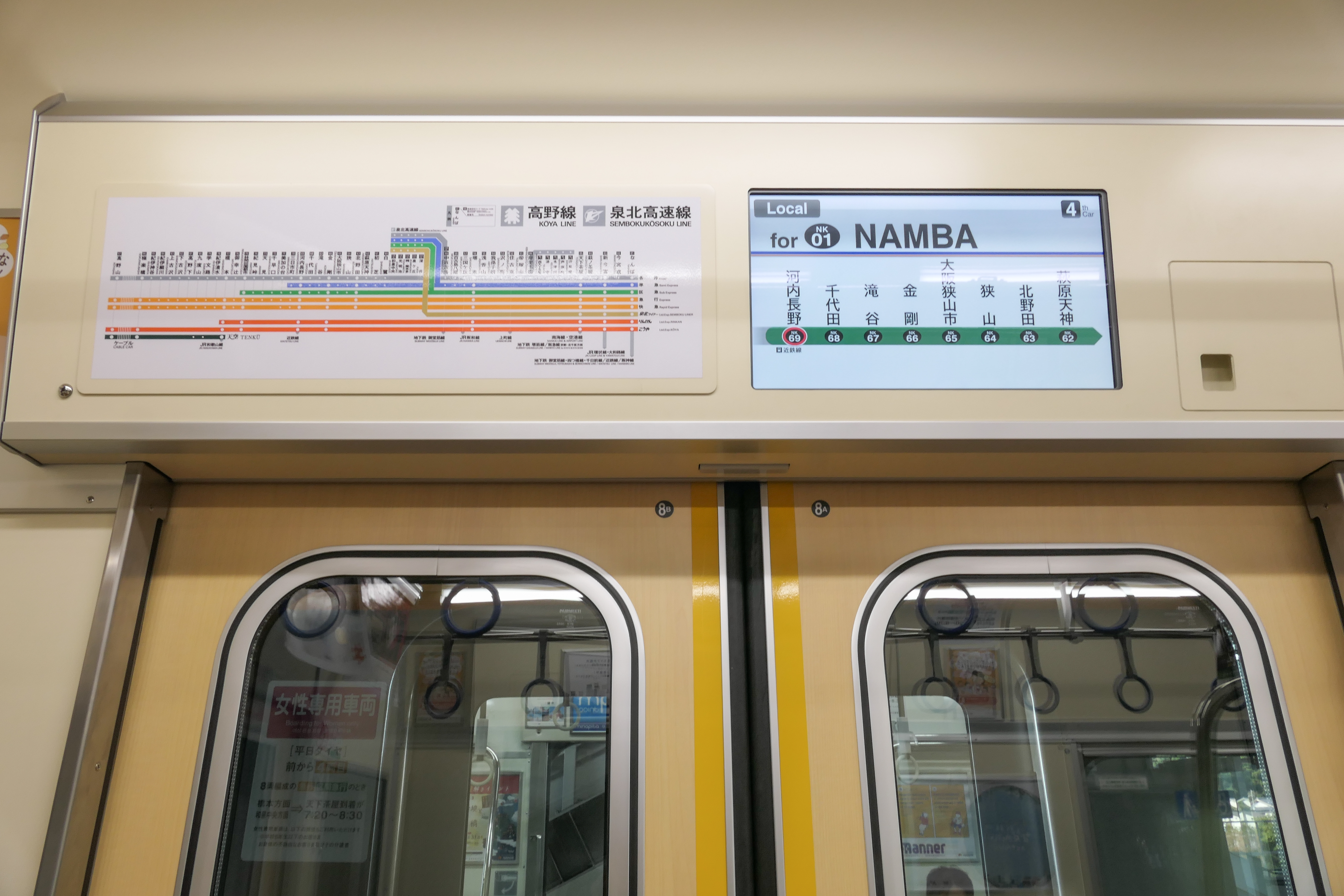
車内案内表示器と路線図（高野線）

## 主要機器

### 制御装置
5次車までは、8000系を踏襲したIGBT素子によるVVVFインバータ制御装置（1C4M方式）で、速度センサレスベクトル制御の日立製作所製 VFI-HR1421D形 を搭載する。
6次車からは、9000系更新車に続いて南海では2例目となるハイブリッドSiC素子を適用した日立製作所製 VFI-HR1421L形 に変更し、省エネルギー効率をさらに高めている。

### 主電動機
国内で初めての狭軌用全閉内扇式かご型誘導電動機（東洋電機製造製TDK6315-A形）を本格採用している。従来の開放形主電動機では自己通風による塵埃の侵入のため日常的な分解清掃作業を要したが、本構造の採用により「24年非分解」を実現した。
駆動装置は8000系までのWNドライブ方式（歯車比98：15）を改め、TD平行カルダンドライブ方式（85：14）を採用している。

### 集電装置
シングルアーム式で、8000系と同一の東洋電機製造製 PT-7144-B形 である。Mc1車（モハ8300形）の下り方、Mc2車（モハ8400形）の上り方、Mc3車（モハ8350形）の両端に搭載する。

### 補助電源装置
8次車までは、8000系向けをベースにしたIGBT素子の静止形インバータ（東洋電機製造製 SVH75-4045A1形）で、回路方式はダイレクト変換2レベルインバータ、定格出力は75kVA、1基あたり2両分を負担する。直流フィルタコンデンサには乾式コンデンサを使用し、信頼性を高めている。
9次車以降は東洋電機製造製 SVH75-4045B3-M形 に変更している。

### 台車
8次車までは、8000系と同様のモノリンク式ボルスタレス台車（新日鐵住金→日本製鉄製 SS-179M形・SS-179T形）である。ただし、主電動機・駆動装置の変更に伴い台車枠形状は新設計とし、差圧弁は車体側に移設している。また、軸ばねは本系列の負担荷重に応じた設計とするため、電動台車と付随台車で異なるばね定数のものを採用した。空気ばねの中心間距離は、車体ローリング剛性改善のため8000系から引き続き1,950 mmとしている。
9次車からは、メーカーを近畿車輛に切り換えるとともに、軸箱支持装置を円筒積層ゴム片支持方式とした KD-325A/325B形・KD-326A/326B形 に変更されている。円筒積層ゴム部で前後左右の水平力を支持、コイルばねにて上下力を支持する。
先頭台車に搭載する増粘着剤噴射装置は、従来よりメンテナンス性と噴射性能を向上させた新型のものに変更している。

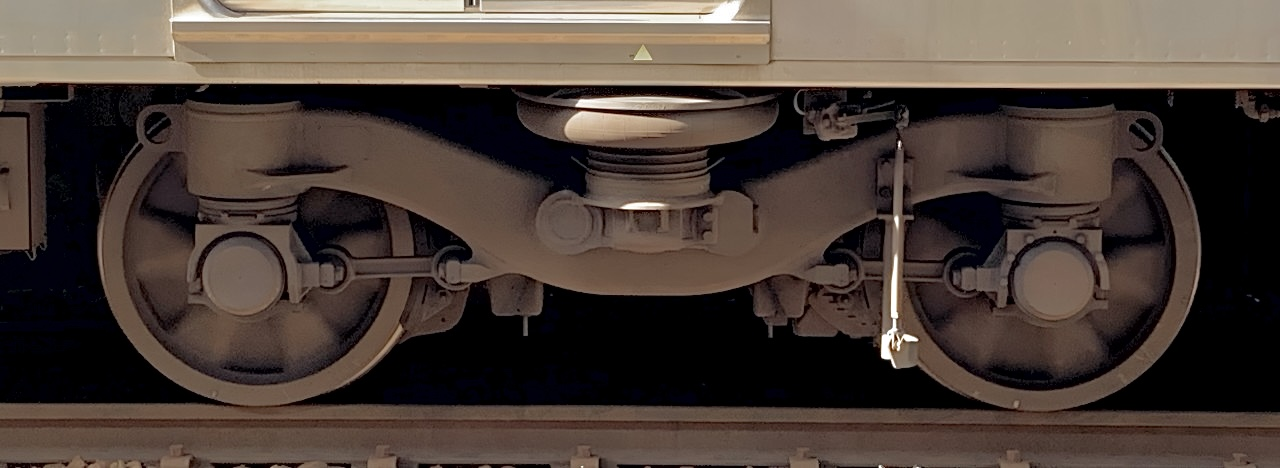
SS-179M形台車
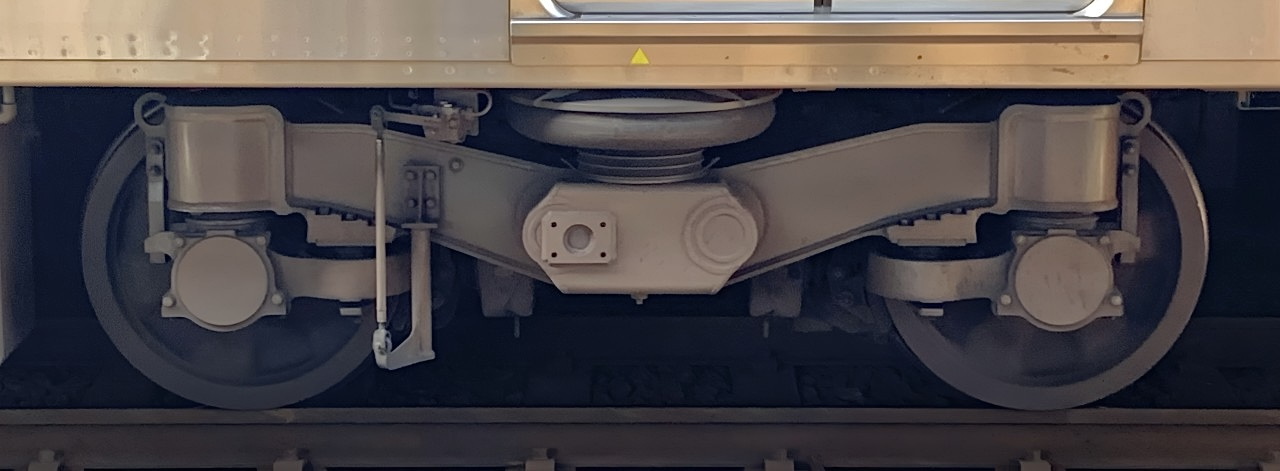
KD-325B形台車

### ブレーキ装置
従来車と同様の全電気指令式電磁直通ブレーキで、回生ブレーキ使用時の遅れ込め制御機能を有する。

### 空気圧縮機
5次車までは8000系と同様の周辺機器一体型のスクロール式で、油漏れ対策として返油機能を追加した改良品を採用している。
6次車からは9000系更新車で実績のあるオイルレス形に変更し、無給油による環境への配慮と省メンテナンスを実現している。

### その他
乗務員室の構成は8000系を基本的に引き継ぐが、運転台の故障表示器は従来のものを撤去し、運転士用表示器として7.5インチ対応の液晶ディスプレイを新設している。また、車内の急激な温度変化を抑える機能として扉選択スイッチを備えている。

## 改造工事

### ワンツーマン化改造
2022年（令和4年）6月、8304Fを対象に車両側面カメラが試験的に設置された。これは車両側面とホームの安全確認を行うためのもので、様々な環境下での視認性が検証されていた。その後、2025年（令和7年）3月から南海本線の一部区間で本系列4両編成を使用してワンマン運転を行うことになったため、ワンツーマン化改造と称するワンマン対応工事が一部の4両固定編成に開始された。施工内容は以下の通りである。
- 車両側面カメラの設置
- 車両側面カメラの映像を表示する運転席モニタの設置
- ワンマン・ツーマン切替設備の搭載

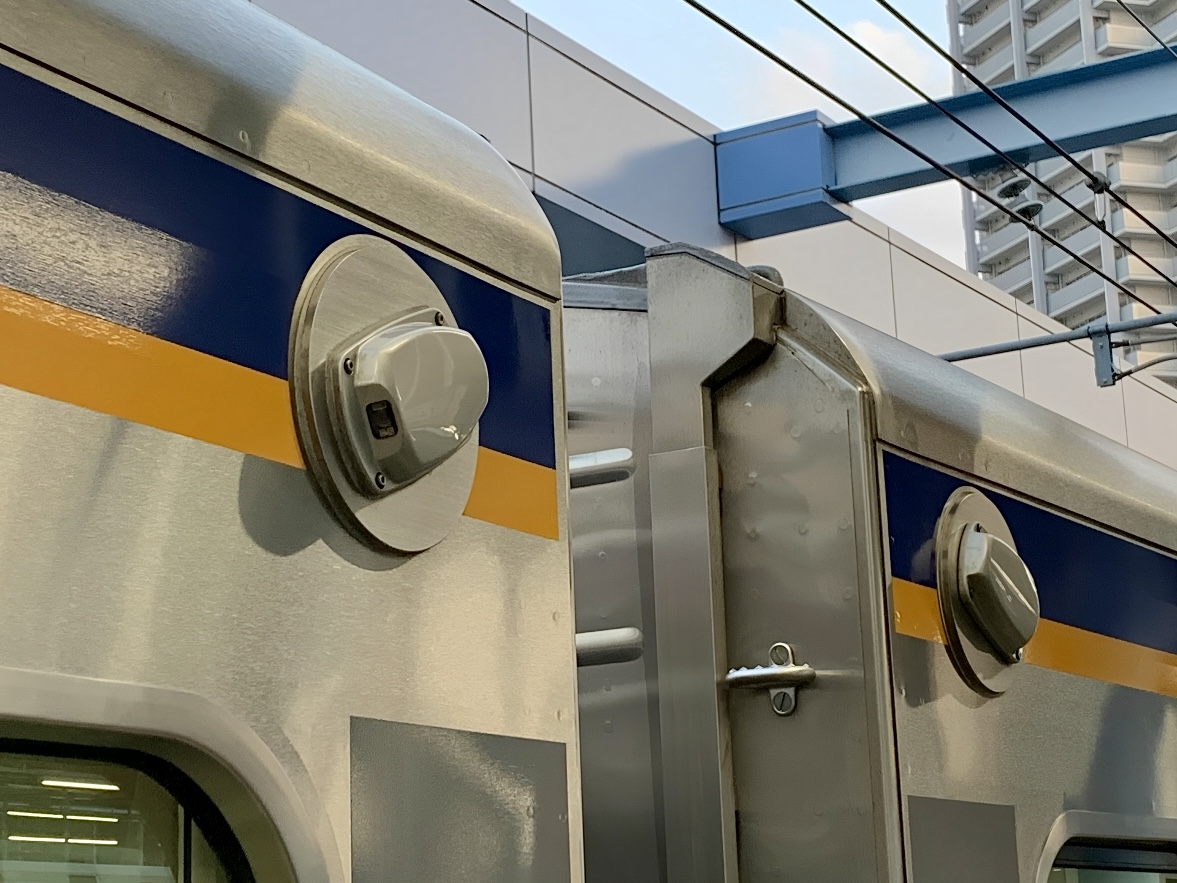
車両側面カメラ
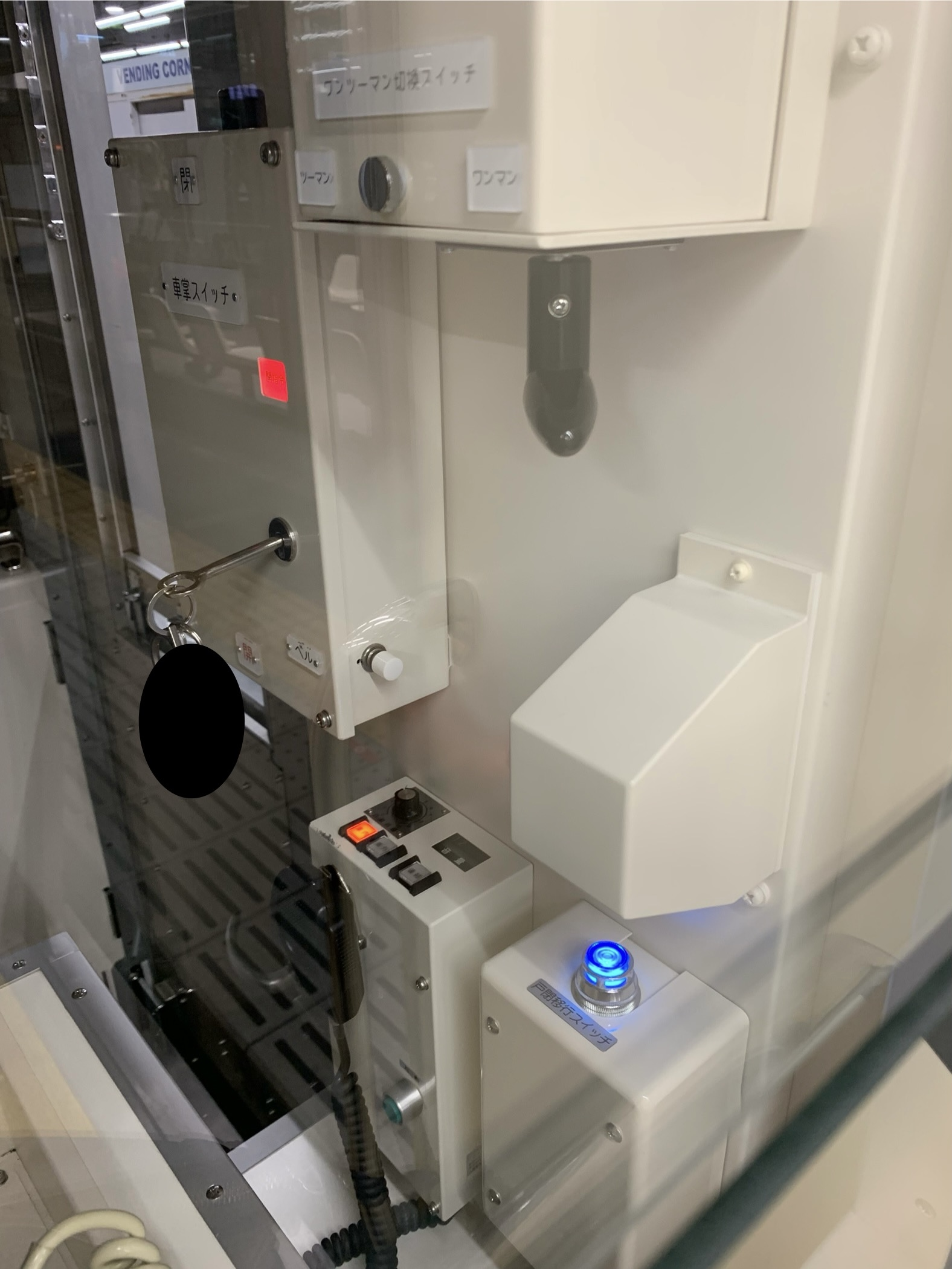
ワンマン・ツーマン切替設備

## 車体ラッピング
「堺ブレイザーズトレイン」・「ブレイザーズトレイン」
2023年（令和5年）10月の2023-24 V.LEAGUE開幕に合わせ、日本製鉄堺ブレイザーズの全17選手とチームのマスコットキャラクター「我王」を装飾した「堺ブレイザーズトレイン」の運行が開始された。ラッピングは8320Fに施された。2024-25 大同生命 SV.LEAGUEが開幕された2024年（令和6年）10月からは、コラボレーション第2弾として同様の外観の「ブレイザーズトレイン」が運行開始され、ラッピングは8311Fに行われた。
「桃園メトロラッピングトレイン」
大阪・関西万博開催に向け、2025年（令和7年）2月より桃園メトロとのコラボラッピングトレインが運行され、8308Fを対象に装飾が行われた。同年4月には、8309Fにも同一のラッピングが施された。
「サウジアラビアラッピング」
2025年（令和7年）5月より、サウジアラビア文化庁によるラッピングが本系列4両編成×1本に施され運行されている。運行期間は同年11月中旬頃までを予定している。

## 運用

### 南海本線
2015年（平成27年）6月下旬から7月下旬にかけて1次車4両編成×5本（8301F - 8305F）が近畿車輛を出場し、8301Fと8302Fが同年10月8日、南海本線・空港線・和歌山港線で営業運転を開始した。2016年（平成28年）には2次車にあたる2両編成×6本（8701F - 8706F）が登場し、8701Fと8702Fが9月12日より営業運転を開始した。その後も2019年（平成31年・令和元年）度上半期にかけて3 - 5次車（8306F - 8311F・8707F - 8712F）が増備され、7100系の置き換えが進められたが、同年度下半期より高野線向けに新造が移行したため、暫く南海本線への増備が滞った。1000系を南海本線に集約するため、2021年（令和3年）10月には8712Fが、2022年（令和4年）3月には8310Fと8711Fが高野線に転属した。2023年（令和4年）4月には9次車（8320F・8718F）が4年ぶりの南海本線向けとして竣工したが、6000系置き換えのため、同年7月には8311Fと8710Fが高野線に転出した。
2025年（令和7年）3月より、本系列4両編成を用いる一部の普通車で泉佐野駅 - 和歌山市駅間をワンマン運転することとなった。このため南海本線への集中的な転属が開始された。2024年（令和6年）8月から2025年（令和5年）2月にかけて、8310F・8311F・8312F・8313F・8321F・8322F・8710Fが高野線より転入した。さらに2024年（令和6年）11月から12月にかけて8323F・8324F・8720Fが増備され、2025年（令和7年）4月現在は4両編成×18本、2両編成×12本が在籍する。
本系列単独での運用のほか、他系列とも併結し4両から8両まで幅広い運用に充当され、12000系と併結し特急「サザン」の自由席車としても運用されている。
2次車登場時より8000系と併結運転を行っているが、2021年（令和3年）からは更新工事を受けた9000系との併結も開始された。他方、登場初期に行っていた1000系2両編成との併結は、1000系がインバウンド対応工事を受けたのを機に実施されなくなった。
なお、2023年（令和5年）8月から8718Fを使用したGOA2.5自動運転走行試験が和歌山港線で行われ、2025年（令和7年）3月までに延べ7,200 kmの走行試験を行った。

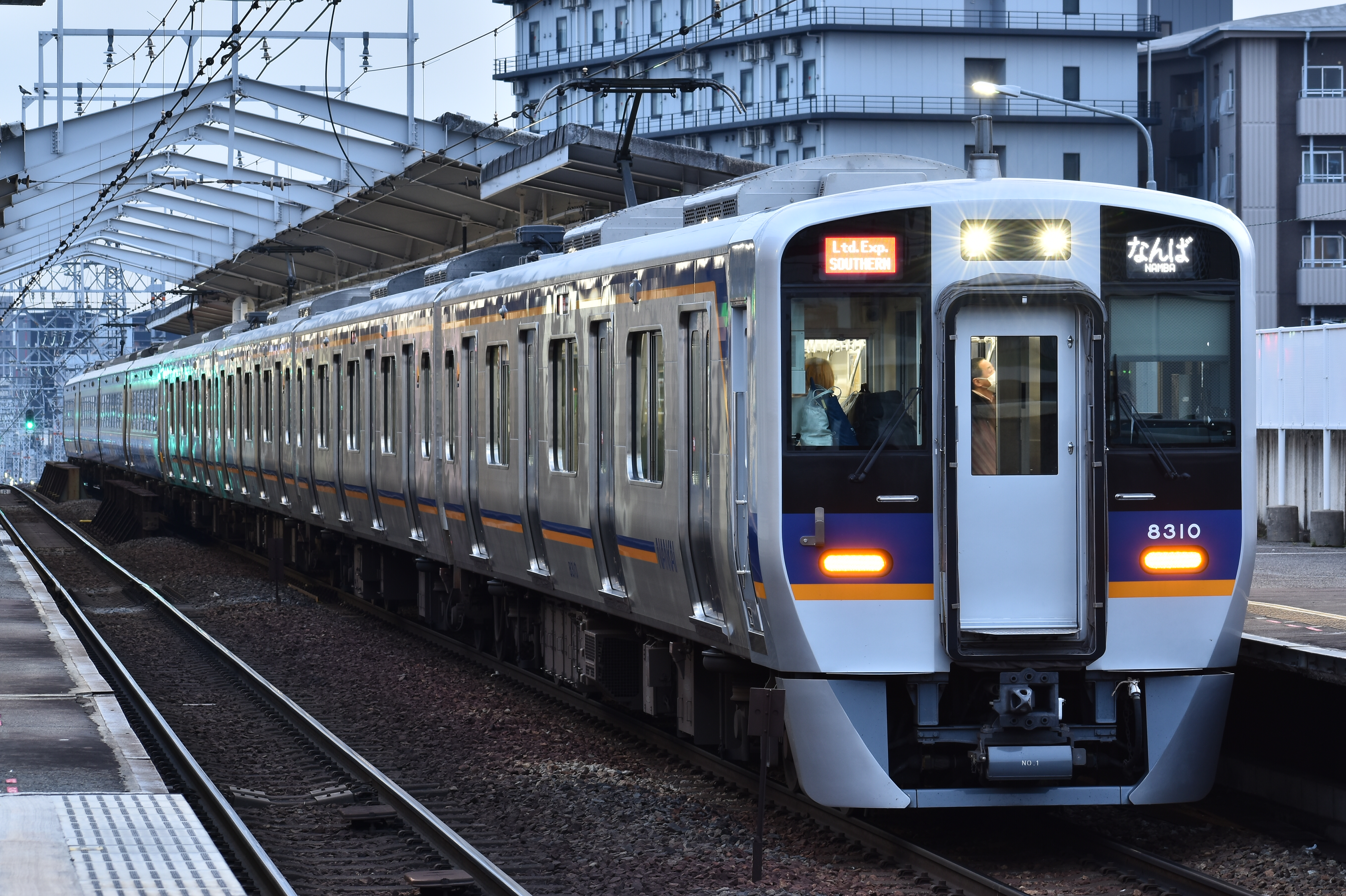
特急「サザン」 （12000系と併結）
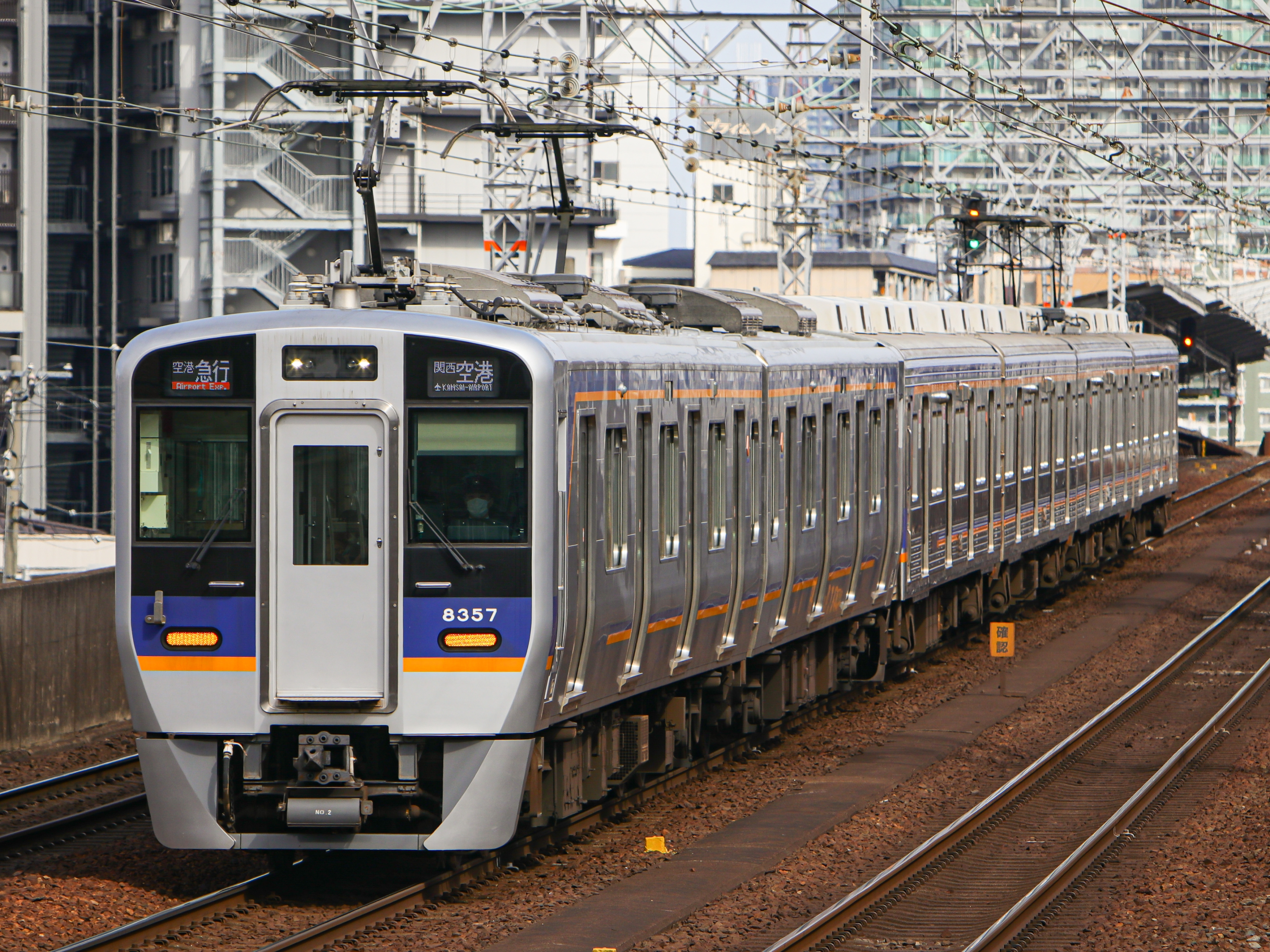
空港急行 （9000系更新車と併結）

### 高野線
2017年（平成29年）度末、中期経営計画の一環として、高野線の6000系72両全車の代替を目的に、高野線向け本系列の新製導入が決定された。その第1陣として、6次車が4両編成×4本、2両編成×1本（8312F - 8315F・8713F）製造され、そのうち8312Fと8313Fが2019年（令和元年）11月22日より営業運転を開始した。11月30日には泉北高速線への乗り入れが開始された。その後も増備が続けられたが、前述の南海本線一部区間ワンマン化に伴い、4両編成を中心に南海本線へ転属となった。その中で2024年（令和6年）12月には8719Fが高野線向けに増備され、2025年（令和7年）4月現在は4両編成×6本、2両編成×8本が在籍する。
高野線では各駅停車から快速急行まで、幅広い運用に充当されている。かつては本系列4両編成に1000系1051Fを併結した8両編成でも運転されていた。

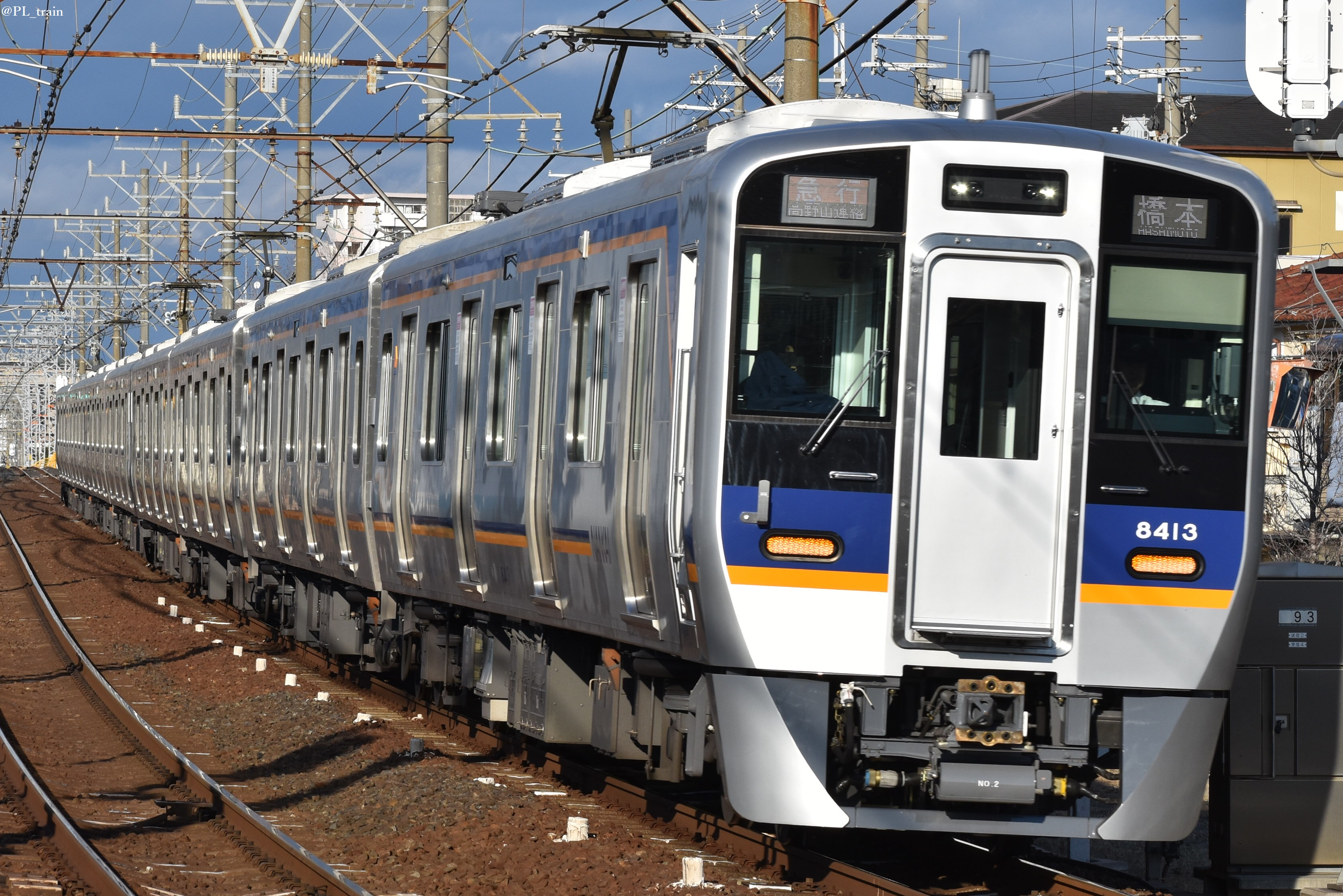
高野線で運用に就く6次車（8313F）

## 泉北高速鉄道9300系電車

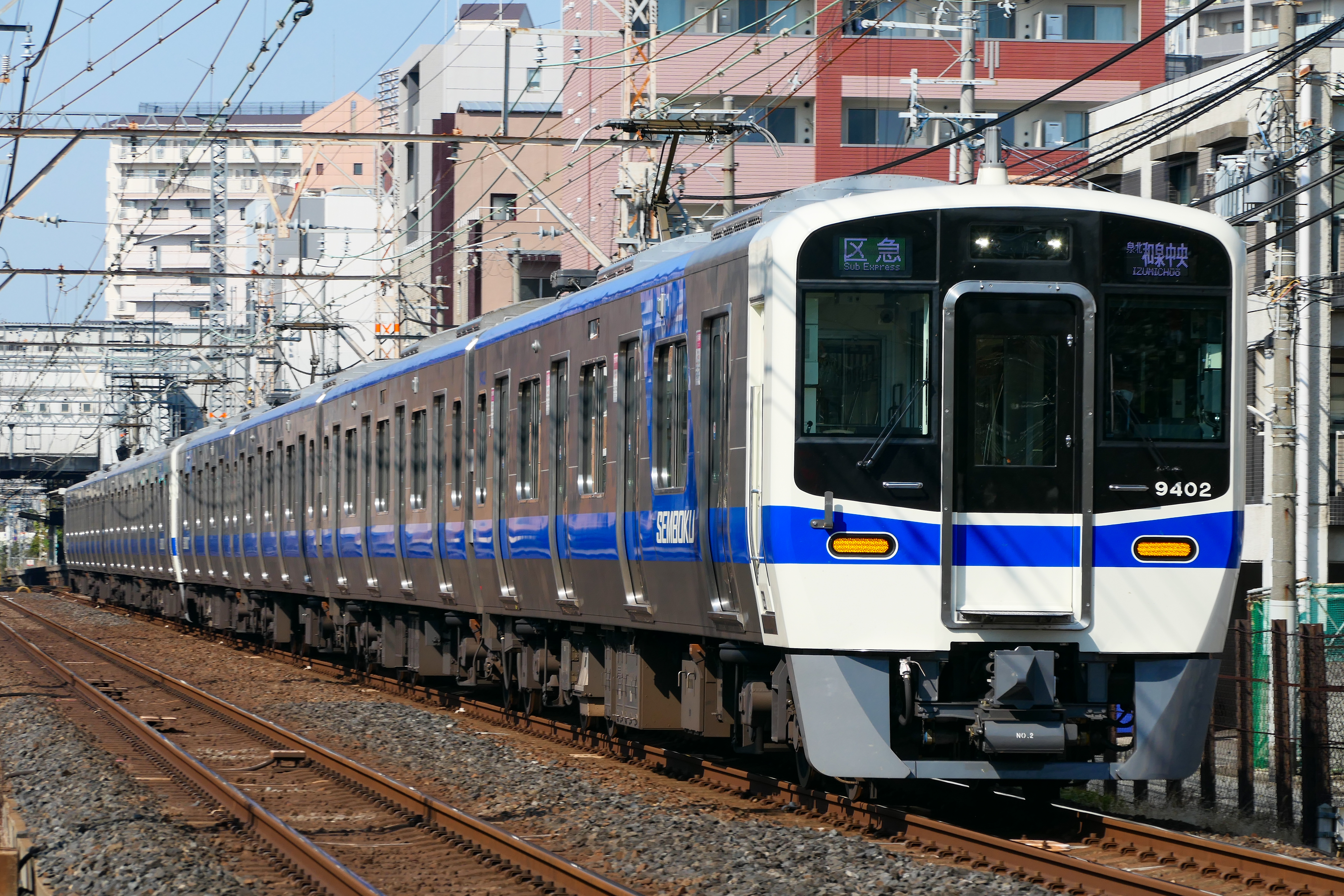
9300系9302Fほか8両
（2023年10月29日 三国ヶ丘駅 - 百舌鳥八幡駅間）

泉北高速鉄道は2022年（令和4年）11月、新型通勤車両として9300系4両編成2本を導入すると発表した。導入コスト抑制のため、車体や走行機器類は南海8300系9次車と共通設計である。
外装は、帯色を泉北高速鉄道のラインカラーであるブルー、先頭部をアイボリー塗装とし、従来車を踏襲しながらシンプルなデザインにまとめている。
内装では、座席に従来の赤色系（優先席は黄色系）のモケットをアレンジした縞柄模様を採用し、新しさの中に伝統的な「泉北高速鉄道らしさ」を表現している。壁面や床面は全体が濃い木目調仕上げとなっている。
編成は、中百舌鳥方からモハ9300形（Mc1）- サハ9600形（T1）- サハ9650形（T2）- モハ9400形（Mc2）の2M2T組成である。
2023年（令和5年）8月8日、9301F・9302Fが難波駅 - 和泉中央駅間で運行を開始した。当初は追加増備の予定はないとされていたが、2024年（令和6年）3月には2次車となる9303F・9304Fが導入され、2024年（令和6年）4月現在は4編成が運用されている。
本形式および南海8300系は「2023年度グッドデザイン賞」を受賞しており、発表後には記念ヘッドマークが掲出された。

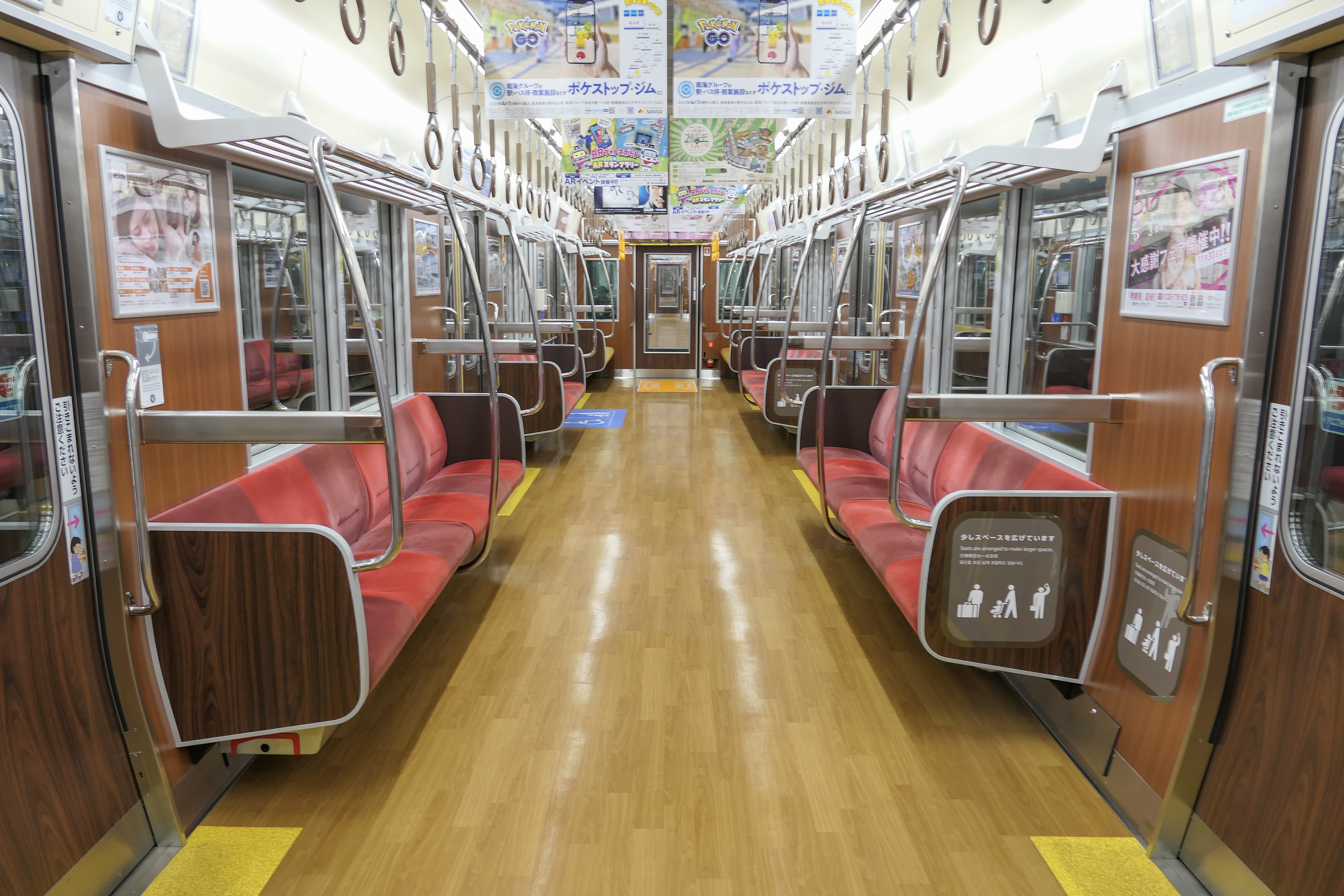
車内

### 表示類の南海仕様化

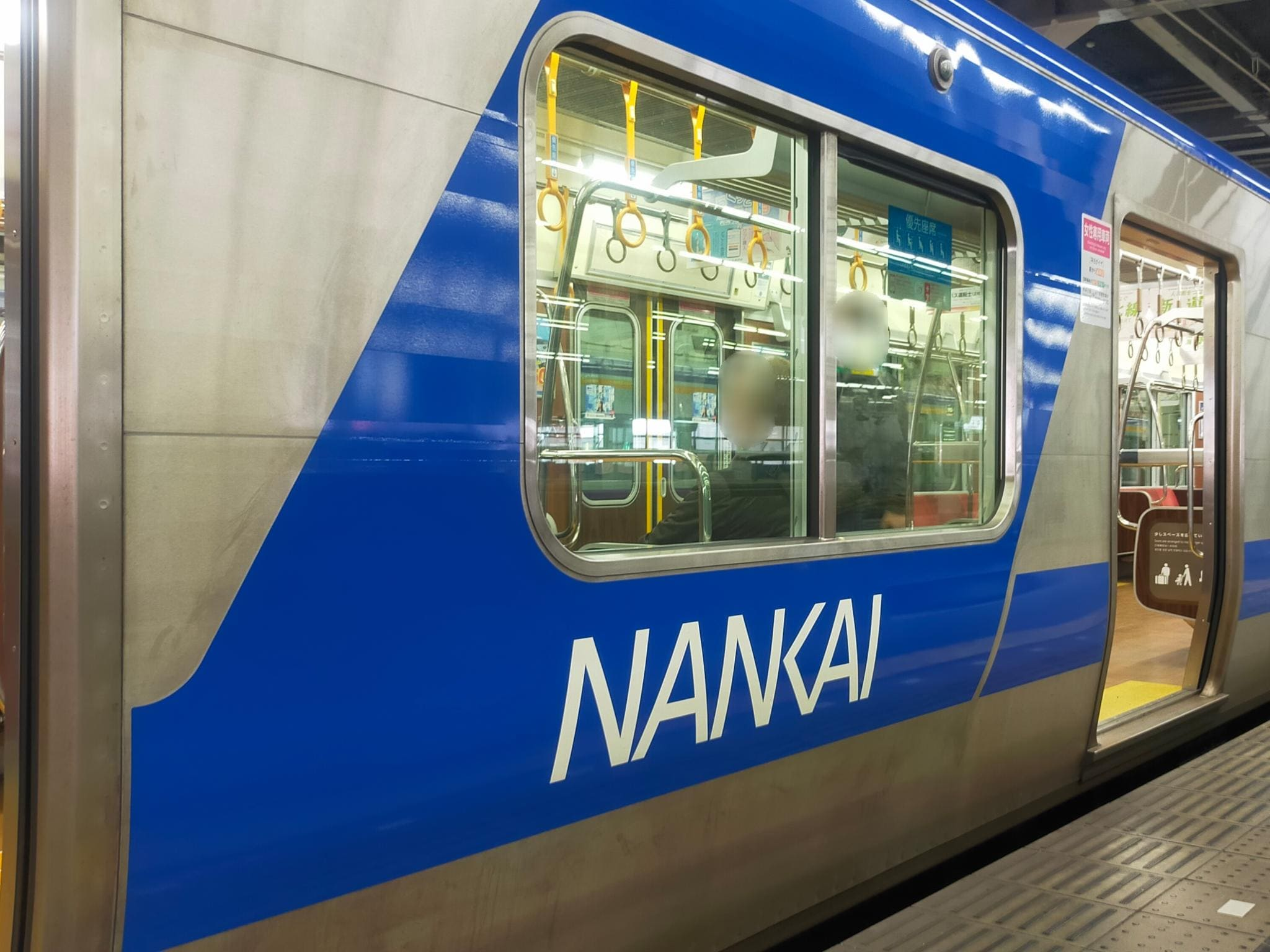
"NANKAI"ロゴに変更された車体側面
（2025年3月29日 難波駅）

2025年（令和7年）4月の南海への吸収合併に向け、2024年（令和6年）12月から泉北高速鉄道の表示類が南海の仕様に順次変更された。

## 編成表
2025年（令和7年）4月現在
4両編成×24本・2両編成×20本の計136両が在籍する。そのうち、南海本線（住ノ江検車区）所属車両は96両、高野線（小原田検車区）所属車両は40両となっている。また、泉北高速鉄道9300系は4両編成×4本の計16両が在籍する。
| ← 難波関西空港・和歌山港・橋本・和泉中央 → | ← 難波関西空港・和歌山港・橋本・和泉中央 → | ← 難波関西空港・和歌山港・橋本・和泉中央 → | ← 難波関西空港・和歌山港・橋本・和泉中央 → | ← 難波関西空港・和歌山港・橋本・和泉中央 → | ← 難波関西空港・和歌山港・橋本・和泉中央 → | ← 難波関西空港・和歌山港・橋本・和泉中央 → | ← 難波関西空港・和歌山港・橋本・和泉中央 → | ← 難波関西空港・和歌山港・橋本・和泉中央 → |
| ------------------------------------------ | ------------------------------------------ | ------------------------------------------ | ------------------------------------------ | ------------------------------------------ | ------------------------------------------ | ------------------------------------------ | ------------------------------------------ | ------------------------------------------ |
| 形式                                       | ＞ モハ 8300 （Mc1）                       | サハ 8600 （T1）                           | サハ 8650 （T2）                           | ＜ モハ 8400 （Mc2）                       | 所属線区                                   | 竣工                                       | 次車区分                                   | 備考                                       |
| 搭載機器                                   | CONT SIV                                   | CP                                         | SIV                                        | CONT CP                                    | 所属線区                                   | 竣工                                       | 次車区分                                   | 備考                                       |
| 車両番号                                   | 8301                                       | 8601                                       | 8651                                       | 8401                                       | 南海本線                                   | 2015/10/08                                 | 1次車 （車体側面フィルム有）               |                                            |
| 車両番号                                   | 8302                                       | 8602                                       | 8652                                       | 8402                                       | 南海本線                                   | 2015/10/08                                 | 1次車 （車体側面フィルム有）               |                                            |
| 車両番号                                   | 8303                                       | 8603                                       | 8653                                       | 8403                                       | 南海本線                                   | 2015/11/13                                 | 1次車 （車体側面フィルム有）               |                                            |
| 車両番号                                   | 8304                                       | 8604                                       | 8654                                       | 8404                                       | 南海本線                                   | 2015/12/01                                 | 1次車 （車体側面フィルム有）               |                                            |
| 車両番号                                   | 8305                                       | 8605                                       | 8655                                       | 8405                                       | 南海本線                                   | 2015/11/20                                 | 1次車 （車体側面フィルム有）               |                                            |
| 車両番号                                   | 8306                                       | 8606                                       | 8656                                       | 8406                                       | 南海本線                                   | 2017/07/03                                 | 3次車（LS有）                              |                                            |
| 車両番号                                   | 8307                                       | 8607                                       | 8657                                       | 8407                                       | 南海本線                                   | 2017/07/19                                 | 3次車（LS有）                              |                                            |
| 車両番号                                   | 8308                                       | 8608                                       | 8658                                       | 8408                                       | 南海本線                                   | 2018/07/09                                 | 4次車（LS有）                              |                                            |
| 車両番号                                   | 8309                                       | 8609                                       | 8659                                       | 8409                                       | 南海本線                                   | 2018/07/25                                 | 4次車（LS有）                              |                                            |
| 車両番号                                   | 8310                                       | 8610                                       | 8660                                       | 8410                                       | 南海本線                                   | 2019/06/10                                 | 5次車（LS有）                              |                                            |
| 車両番号                                   | 8311                                       | 8611                                       | 8661                                       | 8411                                       | 南海本線                                   | 2019/07/02                                 | 5次車（LS有）                              |                                            |
| 車両番号                                   | 8312                                       | 8612                                       | 8662                                       | 8412                                       | 南海本線                                   | 2019/11/22                                 | 6次車 【座席形状変更】                     |                                            |
| 車両番号                                   | 8313                                       | 8613                                       | 8663                                       | 8413                                       | 南海本線                                   | 2019/11/15                                 | 6次車 【座席形状変更】                     |                                            |
| 車両番号                                   | 8314                                       | 8614                                       | 8664                                       | 8414                                       | 高野線                                     | 2019/11/29                                 | 6次車 【座席形状変更】                     |                                            |
| 車両番号                                   | 8315                                       | 8615                                       | 8665                                       | 8415                                       | 高野線                                     | 2020/01/16                                 | 6次車 【座席形状変更】                     |                                            |
| 車両番号                                   | 8316                                       | 8616                                       | 8666                                       | 8416                                       | 高野線                                     | 2020/12/18                                 | 7次車                                      |                                            |
| 車両番号                                   | 8317                                       | 8617                                       | 8667                                       | 8417                                       | 高野線                                     | 2021/01/28                                 | 7次車                                      |                                            |
| 車両番号                                   | 8318                                       | 8618                                       | 8668                                       | 8418                                       | 高野線                                     | 2022/01/19                                 | 8次車 【内装木目調化】                     |                                            |
| 車両番号                                   | 8319                                       | 8619                                       | 8669                                       | 8419                                       | 高野線                                     | 2022/02/17                                 | 8次車 【内装木目調化】                     |                                            |
| 車両番号                                   | 8320                                       | 8620                                       | 8670                                       | 8420                                       | 南海本線                                   | 2023/04/28                                 | 9次車（LS有）                              |                                            |
| 車両番号                                   | 8321                                       | 8621                                       | 8671                                       | 8421                                       | 南海本線                                   | 2024/01/22                                 | 10次車（LS有）                             |                                            |
| 車両番号                                   | 8322                                       | 8622                                       | 8672                                       | 8422                                       | 南海本線                                   | 2024/02/08                                 | 10次車（LS有）                             |                                            |
| 車両番号                                   | 8323                                       | 8623                                       | 8673                                       | 8423                                       | 南海本線                                   | 2024/12/20                                 | 11次車（LS有）                             |                                            |
| 車両番号                                   | 8324                                       | 8624                                       | 8674                                       | 8424                                       | 南海本線                                   | 2024/11/27                                 | 11次車（LS有）                             |                                            |

| ← 難波関西空港・和歌山港・橋本・和泉中央 → | ← 難波関西空港・和歌山港・橋本・和泉中央 → | ← 難波関西空港・和歌山港・橋本・和泉中央 → | ← 難波関西空港・和歌山港・橋本・和泉中央 → | ← 難波関西空港・和歌山港・橋本・和泉中央 → | ← 難波関西空港・和歌山港・橋本・和泉中央 → | ← 難波関西空港・和歌山港・橋本・和泉中央 → |
| ------------------------------------------ | ------------------------------------------ | ------------------------------------------ | ------------------------------------------ | ------------------------------------------ | ------------------------------------------ | ------------------------------------------ |
| 形式                                       | クハ 8700 （Tc1）                          | ＜＞ モハ 8350 （Mc3）                     | 所属線区                                   | 竣工                                       | 次車区分                                   | 備考                                       |
| 搭載機器                                   | SIV                                        | CONT CP                                    | 所属線区                                   | 竣工                                       | 次車区分                                   | 備考                                       |
| 車両番号                                   | 8701                                       | 8351                                       | 南海本線                                   | 2016/09/12                                 | 2次車（LS有）                              |                                            |
| 車両番号                                   | 8702                                       | 8352                                       | 南海本線                                   | 2016/09/12                                 | 2次車（LS有）                              |                                            |
| 車両番号                                   | 8703                                       | 8353                                       | 南海本線                                   | 2016/09/12                                 | 2次車（LS有）                              |                                            |
| 車両番号                                   | 8704                                       | 8354                                       | 南海本線                                   | 2016/09/20                                 | 2次車（LS有）                              |                                            |
| 車両番号                                   | 8705                                       | 8355                                       | 南海本線                                   | 2016/09/20                                 | 2次車（LS有）                              |                                            |
| 車両番号                                   | 8706                                       | 8356                                       | 南海本線                                   | 2016/09/20                                 | 2次車（LS有）                              |                                            |
| 車両番号                                   | 8707                                       | 8357                                       | 南海本線                                   | 2017/07/03                                 | 3次車（LS有）                              |                                            |
| 車両番号                                   | 8708                                       | 8358                                       | 南海本線                                   | 2017/07/19                                 | 3次車（LS有）                              |                                            |
| 車両番号                                   | 8709                                       | 8359                                       | 南海本線                                   | 2018/07/09                                 | 4次車（LS有）                              |                                            |
| 車両番号                                   | 8710                                       | 8360                                       | 南海本線                                   | 2018/07/25                                 | 4次車（LS有）                              |                                            |
| 車両番号                                   | 8711                                       | 8361                                       | 高野線                                     | 2019/06/10                                 | 5次車（LS有）                              |                                            |
| 車両番号                                   | 8712                                       | 8362                                       | 高野線                                     | 2019/07/02                                 | 5次車（LS有）                              |                                            |
| 車両番号                                   | 8713                                       | 8363                                       | 高野線                                     | 2019/11/22                                 | 6次車 【座席形状変更】                     |                                            |
| 車両番号                                   | 8714                                       | 8364                                       | 高野線                                     | 2020/12/18                                 | 7次車                                      |                                            |
| 車両番号                                   | 8715                                       | 8365                                       | 高野線                                     | 2021/01/28                                 | 7次車                                      |                                            |
| 車両番号                                   | 8716                                       | 8366                                       | 高野線                                     | 2021/01/19                                 | 8次車 【内装木目調化】                     |                                            |
| 車両番号                                   | 8717                                       | 8367                                       | 高野線                                     | 2022/02/17                                 | 8次車 【内装木目調化】                     |                                            |
| 車両番号                                   | 8718                                       | 8368                                       | 南海本線                                   | 2023/04/28                                 | 9次車（LS有）                              | 自動運転走行試験編成                       |
| 車両番号                                   | 8719                                       | 8369                                       | 高野線                                     | 2024/12/19                                 | 11次車（LS有）                             |                                            |
| 車両番号                                   | 8720                                       | 8370                                       | 南海本線                                   | 2024/12/06                                 | 11次車（LS有）                             |                                            |

| ← 難波・中百舌鳥和泉中央 → | ← 難波・中百舌鳥和泉中央 → | ← 難波・中百舌鳥和泉中央 → | ← 難波・中百舌鳥和泉中央 → | ← 難波・中百舌鳥和泉中央 → | ← 難波・中百舌鳥和泉中央 → | ← 難波・中百舌鳥和泉中央 → | ← 難波・中百舌鳥和泉中央 → |
| -------------------------- | -------------------------- | -------------------------- | -------------------------- | -------------------------- | -------------------------- | -------------------------- | -------------------------- |
| 形式                       | ＞ モハ 9300 （Mc1）       | サハ 9600 （T1）           | サハ 9650 （T2）           | ＜ モハ 9400 （Mc2）       | 竣工                       | 次車区分                   | 備考                       |
| 搭載機器                   | CONT SIV                   | CP                         | SIV                        | CONT CP                    | 竣工                       | 次車区分                   | 備考                       |
| 車両番号                   | 9301                       | 9601                       | 9651                       | 9401                       | 2023/07/18                 | 1次車                      |                            |
| 車両番号                   | 9302                       | 9602                       | 9652                       | 9402                       | 2023/07/18                 | 1次車                      |                            |
| 車両番号                   | 9303                       | 9603                       | 9653                       | 9403                       | 2024/03/28                 | 2次車                      |                            |
| 車両番号                   | 9304                       | 9604                       | 9654                       | 9404                       | 2024/03/28                 | 2次車                      |                            |

凡例
- CONT：制御装置
- SIV：静止形インバータ
- CP：空気圧縮機
- 下線：ワンマン運転対応車
- ■：弱冷車
- ■：女性専用車両ステッカー